# Баранов, Сергей Александрович (физик)
Сергей Александрович Баранов (1910—1982) — советский физик, физико-химик, участник ядерного проекта.

## Биография
Окончил ЛГУ (1936) и аспирантуру Главной геофизической обсерватории (1940).
С 1944 по 1982 год в Лаборатории № 2 АН СССР: ученый секретарь — старший научный сотрудник, зав. лабораторией (1959—1975), старший научный сотрудник.
Доктор физико-математических наук (1956), профессор (1962).
Сталинская премия 1953 года — за работы по созданию аппаратуры для испытания изделий РДС-6с, РДС-4, РДС-5 и измерения на полигоне № 2 (исследование новых радиоактивных изотопов, образующихся при облучении элементов редких земель быстрыми частицами с целью получения нового материала).
Ленинская премия 1959 года — за участие в написании труда «Физические основы дальнего обнаружения ядерных взрывов».
Умер в 1982 году. Похоронен на Головинском кладбище.